# حلوای باریک
حلوای باریک (نام علمی: Lyopsetta exilis) نام یک گونه از تیره کفشک‌ماهیان راست‌روی است.